# هری درایر
هری درایر (انگلیسی: Harry Dreyer؛ 4 March 1892 – ۱۹۵۳ (۶۰−۶۱ سال)) بازیکن فوتبال بود.